# Rejon szepetowski (1923–2020)
Rejon szepetowski – jednostka administracyjna wchodząca w skład obwodu chmielnickiego Ukrainy.
Rejon utworzony w 1937 z części dawnych powiatów zwiahelskiego, zasławskiego i proskurowskiego. Miał powierzchnię 1160 km² i liczył około 33 tysięcy mieszkańców. Siedzibą władz rejonu była Szepetówka.
Na terenie rejonu znajdowały się jedna osiedlowa rada i 22 silskie rady, obejmujące w sumie 68 miejscowości.

## Miejscowości rejonu
- Broniki (Бронники)
- (Березне)
- (Білокриниччя)
- (Білопіль)
- (Брикуля)
- Chmielówka (Хмелівка)
- Chrolin (Хролин)
- (Цвіт)
- Cmówka (Цмівка)
- (Червоний Цвіт)
- (Чотирбоки)
- (Дубіївка)
- Horodniawka (Городнявка)
- Horodyszcze (Городище)
- Hryców (Гриців)
- (Хутір)
- Kośków (Коськів)
- Konotopy[2] (Конотоп)
- (Корпилівка)
- (Корчик)
- (Коса Рішнівка)
- (Красносілка)
- (Круглик)
- (Купине)
- (Курганівка)
- (Лавринівці)
- (Ленківці)
- (Лозичне)
- (Лотівка)
- (Майдан-Лабунь)
- Malowanka[3]  (Мальованка)
- (Марківці)
- (Михайлючка)
- Mokijowce (Мокіївці)
- (Новичі)
- (Онишківці)
- (Орлинці)
- Paszuky (Пашуки)
- (Пиляї)
- (Плесна)
- Pliszczyn (Пліщин)
- (Поляна)
- (Рилівка)
- (Рожична)
- (Романів)
- Rudnia Nowenka[4] (Рудня-Новенька)
- (Саверці)
- (Савичі)
- (Сенігів)
- (Серединці)
- (Сошки)
- (Старі Бейзими)
- (Степ)
- (Судимонт)
- Sulżyn (Сульжин)
- Sudyłków (Судилків)
- Szepetówka (Шепетівка)
- (Траулин)
- (Устянівка)
- (Велика Медведівка)
- Wielka Raszniówka[5]  (Велика Рішнівка)
- (Велика Шкарівка)
- (Вербівці)
- (Вишневе)
- Wołkowce[6] (Вовківці)
- (Вовківчики)
- (Заморочення)
- Zieleńce[7][8] (Жилинці)
- (Жолудки)
- (Климентовичі)

## Zobacz
- Rejon szepetowski